# Raymond Vandenborre
Raymond Vandenborre (13 januari 1931 - Aarlen, november 2008) was een Belgische atleet, die gespecialiseerd was in de lange afstand en het veldlopen. Hij veroverde één Belgische titel.

## Biografie
Vandenborre was beroepsmilitair en werd in 1952 ontdekt tijdens een militaire veldloop. Hij werd in 1958 verrassend Belgisch kampioen door de grote favoriet, zijn clubgenoot Marcel Vandewattyne, te kloppen. Hij nam ook driemaal deel aan de Landenprijs, met een zesentwintigste plaats in 1957 als beste resultaat.
Vandenborre was aangesloten bij ASSA Ronse.

## Belgische kampioenschappen
Outdoor
| Onderdeel | Jaar |
| --------- | ---- |
| veldlopen | 1958 |

## Palmares

### veldlopen
- 1957: 26e Landencross in Waregem
- 1958:  BK in Waregem
- 1958: 44e Landencross in Cardiff
- 1965: 64e Landencross in Oostende